# 大张岭遗址
大张岭遗址，是位于中华人民共和国安徽省合肥市肥东县店埠镇安乐社区的一个商周时期古遗址。
2012年3月19日，肥东县人民政府将大张岭遗址公布为第五批肥东县文物保护单位。